# Гончаров, Леонид Александрович
Леонид Александрович Гончаров (8 [21] декабря 1909, Гришино, Екатеринославская губерния — 28 мая 1983, Красноармейск, Донецкая область) — старшина Красной армии; участник Великой Отечественной войны и полный кавалер ордена Славы.

## Биография
Родился 8 декабря 1909 года в селе Гришино (ныне город Покровск, Донецкая область, Украина) в семье рабочих. По национальности — русский. После получения начального образования, работал в механической мастерской шахте № 1 «Центральная» — модельщиком.
В Красной Армии с 27 августа 1943 года (по другим данным с сентября того же года). На фронте с 21 октября 1943 года (по другим данным с сентября того же года). Служил на 3-м Украинском фронте, 4-м Украинском фронте, 1-м Прибалтийском фронте, 2-м Прибалтийском фронте и Ленинградском фронте. Участвовал в Мелитопольской наступательной операции, Крымской наступательной операции, Шяуляйской наступательной операции, Рижской наступательной операции и Мемельской наступательной операции, так же принимал участие в Курляндском котле.
31 декабря 1943 года и 1 января 1944 года близ села Великая Белозерка (ныне Запорожская область, Украина) красноармеец Леонид Гончаров будучи связным 1-го батальона 1003-го стрелкового полка 279-й стрелковой дивизии под вражеским огнём вовремя доставлял из расположения роты в штаб батальона и обратно донесения командования и боевые распоряжения, что обеспечило руководство боем во время отсутствия технических средств связи. 10 января 1944 года приказом командира полка Леонид Гончаров был награждён медалью «За отвагу».
В последующем служил в 378-й отдельной разведывательной (279-я стрелковая дивизия). После освобождения Крыма дивизия была переведена на 1-й Прибалтийский фронт. 5 августа 1944 года во время уличных боёв в городе Митава (Латвия) Леонид Гончаров будучи командиром отделения первым ворвался на баррикаду противника и подорвал его гранатами. Ночью с 31 августа на 1 сентября 1944 года Леонид Гончаров находясь в составе разведгруппы форсировал реку Лиелупе и пулемётным огнём прикрыл действия группы по захвату важного пленного, который обладал необходимыми для командования сведеньями. 3 сентября 1944 года был награждён орденом Славы 3-й степени.
Ночью с 22 на 23 сентября 1944 года Леонид Гончаров находясь в составе разведгруппы переправился через речку Лиелупе, после чего занял оставленный врагом окоп, который к тому же был залит водою, в течение суток вёл наблюдение за передним краем противника. В ночь с 23 на 24 сентября 1944 года Леонид Гончаров скрытно подобрался к вражеской траншее и взял в плен «языка», который успел поднять тревогу. Под вражеским огнём Леонид Гончаров переправил пленного через реку и доставил его в штаб дивизии. 2 октября 1944 года Леонид Гончаров был награждён орденом Отечественной войны 1-й степени.
Ночью с 24 на 25 ноября 1944 года Леонид Гончаров, будучи командиром разведгруппы выполняя очередное задание командования близ населённого пункта Олини (ныне Приекульский край, Латвия). Прополз по-пластунски свыше 400 метров по болотистой открытой местности, в результате чего группе удалось подобраться к переднему краю врага. На подходе разведчики были рассекречены противником, который открыл огонь. Леонид Гончаров поднял группу в решительную атаку, в результате чего два блиндажа с вражескими солдатами были уничтожены гранатами, так же группе удалось захватить «языка» и вернутся в расположение без потерь. За это был представлен к награждению орденом Красного Знамени, но 15 декабря 1944 года старший сержант Леонид Гончаров был нарождён орденом Славы 2-й степени.
Ночью с 23 на 24 декабря 1944 года близ города Приекуле (Латвия) разведгруппа под командованием Леонида Гончарова выполняла задачу по захвату «языка», при захвате которого завязался бой в котором погиб разведчик. Леонид Гончаров, прикрывая действия разведгруппы, открыл огонь, что позволило другим разведчикам достать тело погибшего из окопа противника и доставить его в расположение части. 25 декабря 1944 года Леонид Гончаров был награждён орденом Красной Звезды.
В январе 1945 года Леонид Гончаров был назначен помощником командира взвода. К марту 1945 года на счету Леонида Гончарова было 5 захваченных «языков», свыше 30 уничтоженных вражеских военнослужащих и 4 подавленные огневые точки. Так же занимался обучением и подготовкой к самостоятельной боевой работе в качестве старших групп 13 молодых разведчиков. Вместе с солдатами доставил в штаб дивизии 11 «языков» и свыше 35 захваченных вражеских документов. Ночью с 6 на 7 марта 1945 года разведывательная под командованием Леонида Гончарова зашла на километр во вражеский тыл близ населённого пункта Бары (Приекульский край). Группа разведчиков скрытно подобралась к двум вражеским блиндажам, после чего разведчики внезапно атаковали их. Во время боя было уничтожено более 30 вражеских солдат и двое были захвачены в плен. Леонид Говоров лично уничтожил 7 немецких солдат. 29 июня 1945 года Леонид Гончаров был нарождён орденом Славы 1-й степени, став полным кавалером ордена Славы.
Демобилизовался в сентябре 1945 года. После демобилизации жил в родном городе, где работал на шахте № 1 «Центральная», затем — на ремонтно-механическом заводе. Скончался 28 мая 1983 года.

## Награды
Леонид Александрович Гончаров был награждён следующими наградами:
- Орден Отечественной войны 1-й степени (2 октября 1944)[3];
- Орден Красной Звезды (25 декабря 1944)[4];
- Полный кавалер ордена Славы:
Орден Славы 1-й степени (29 июня 1945 — № 89)[5];
Орден Славы 2-й степени (15 декабря 1944 — № 7362)[6];
Орден Славы 3-й степени (3 сентября 1944 — № 133242)[7];
- Медаль «За отвагу» (10 января 1944)[8];
- так же ряд медалей.